# 巴里森特 (紐約州)
巴里森特（英語：Barre Center）是位於美國紐約州奧爾良縣的非建制地區。

## 歷史
巴里森特的郵局於1836年設立，其後於1903年停運。

## 地理
巴里森特所處的海拔為高於海平面211米（即692英呎），而該地所採用的時區為UTC-5，即北美东部时区（EST）。同時該地設有夏令時間，為UTC-5調快一小時，即UTC-4（EDT）。